# Вуглецеві квантові точки

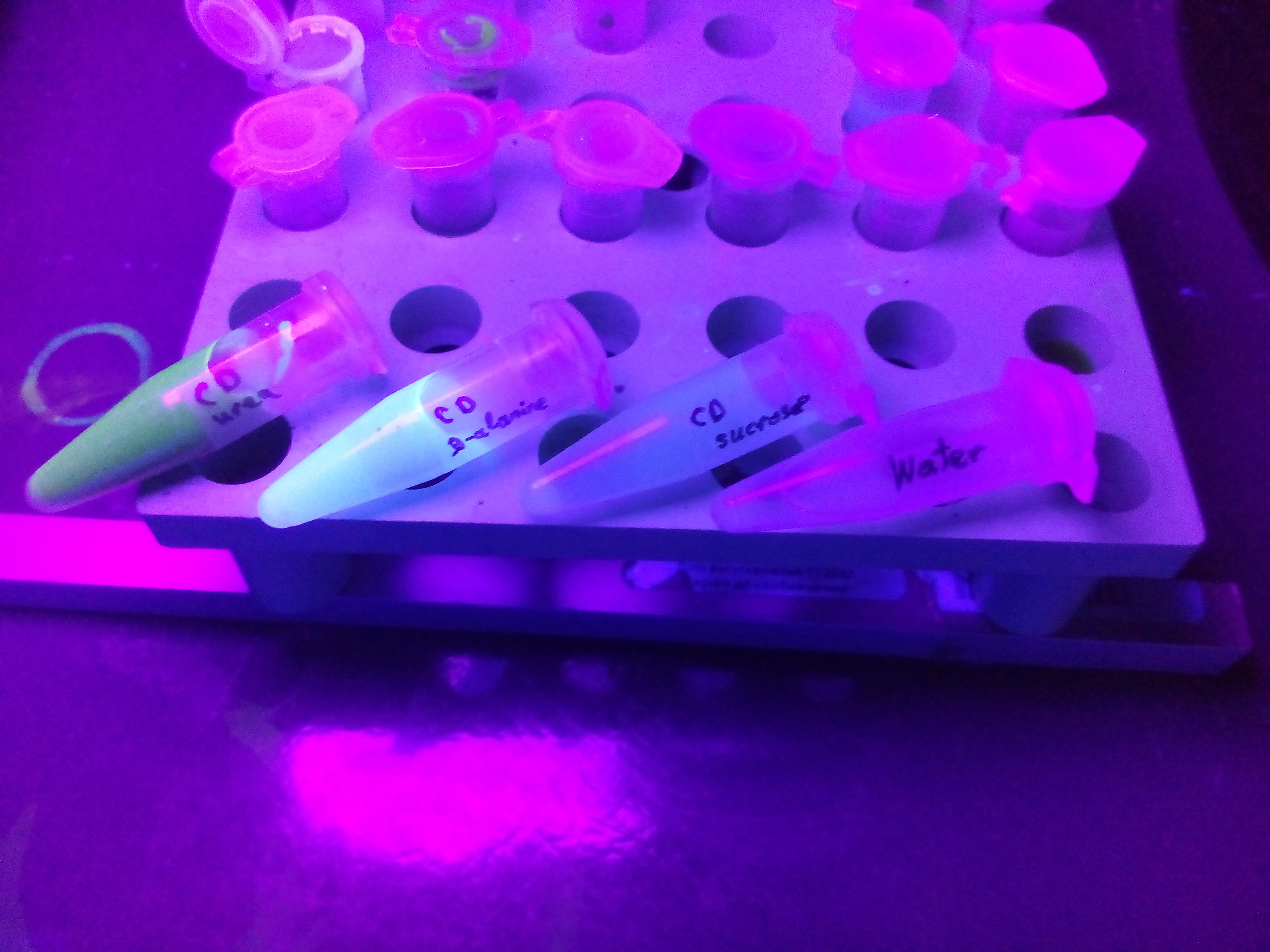
Вуглецеві квантові точки, виготовлені з різних прекурсорів: сечовина, аланін та сахароза Палієнком Константином, м. Київ

Вуглецеві квантові точки (англ. carbon quantum dots, CQD, C-точки або CD) — це невеликі наночастинки вуглецю (розміром менше 10 нм) з певною формою пасивації поверхні.

## Історія
Вперше CQD були виявлені Xu et al. у 2004 р. випадково під час очищення одностінних вуглецевих нанотрубок. Це відкриття спричинило великі дослідження з метою використання флуоресцентних властивостей CQD. Було досягнуто значний прогрес у синтезі, дослідженні властивостей та застосуванні CQD.
Як новий клас флуоресцентних вуглецевих наноматеріалів, CQD мають привабливі властивості, такі як висока стабільність, гарна провідність, низька токсичність, екологічність, прості шляхи синтезу, а також порівнянні з квантовими точками оптичні властивості. Вуглецеві квантові точки були широко досліджені, особливо завдяки їх сильним та регульованим властивостям флуоресцентного випромінювання, які дозволяють застосовувати CQD у біомедицині, оптиці, каталізі та зондуванні.
Фундаментальні механізми, що відповідають за флуоресцентну здатність CQD, широко обговорюються. Деякі автори подали докази флуоресцентних властивостей, які залежать від розміру, припускаючи, що випромінювання виникає внаслідок електронних переходів ядра CQD під впливом ефектів квантового обмеження, тоді як інші роботи швидше приписують флуоресценцію рекомбінації затриманих поверхнею зарядів, або пропонують форму зв'язку між ядром і поверхневими електронними станами. Залежна від збудження флуоресценція CQD, що призводить до їхньої характерної налаштовуємості випромінювання, здебільшого пов'язана з неоднорідним розподілом їх характеристик випромінювання, через полідисперсність, хоча деякі роботи пояснюють це порушенням правила Каші, що виникає внаслідок незвично повільної релаксації розчинника.

## Властивості CQD
Структури та компоненти CQD визначають їх різноманітні властивості. Багато карбоксильних фрагментів на поверхні CQD надають чудову розчинність у воді та біосумісність. Такі поверхневі фрагменти дозволяють CQD служити протонпровідними наночастинками. CQD також підходять для хімічної модифікації та пасивації поверхні різними органічними, полімерними, неорганічними або біологічними матеріалами. Завдяки пасивації поверхні флуоресцентні властивості, а також фізичні властивості CQD посилюються. Нещодавно було виявлено, що CQD, які функціоналізовані амінами та гідроксамовою кислотою, можуть виробляти триколірне (зелене, жовте та червоне) випромінення при введенні до середовищ з різним рН, і це трикольорове випромінювання може зберігатися в матриці з плівки Ormosil. У статті, опублікованій у 2019 році, показано, що CQD може протистояти температурам до 800 °C, що прокладає шлях для застосування CQD в середовищах з високою температурою. Створені на основі вуглецю CQD мають такі властивості, як хороша провідність, доброякісний хімічний склад, фотохімічна та термічна стабільність.

## Синтез CQD
Методи синтезу CQD приблизно поділяються на дві категорії: «зверху вниз» та «знизу вгору». Цього можна досягти за допомогою хімічних, електрохімічних або фізичних методів. Отримані CQD можуть бути оптимізовані під час підготовки або після процедури. Модифікація CQD також дуже важлива для отримання хороших властивостей поверхні, які є важливими для розчинності та вибраних застосувань.

### Методи синтезу
Шлях синтезу «зверху вниз» відноситься до розщеплення більших вуглецевих структур, таких як графіт, вуглецеві нанотрубки та нанодіаманти на CQD за допомогою лазерної абляції, дугового розряду та електрохімічних методів. Наприклад, Zhou et al. вперше застосовано електрохімічний метод у синтезі CQD. Вони вирощували багатостінні вуглецеві нанотрубки на вугільному папері, а потім вставляли вугільний (копіювальний) папір в електрохімічну комірку, що містить підтримуючий електроліт, включаючи дегазований ацетонітрил та 0,1 М тетрабутиламонію перхлорат. Пізніше вони застосували цей метод для розрізання вуглецевих нанотрубок або складання вуглецевих нанотрубок у функціональні схеми, що продемонструвало різносторонній виклик цього методу в маніпуляціях з наноструктурою вуглецю.
Шлях синтезу «знизу вгору» передбачає синтез CQD з дрібних попередників, таких як вуглеводи, лимонна кислота та нанокомпозити полімер-кремнієвої кислоти шляхом гідротермальної/сольвотермальної обробки та мікрохвильових шляхів синтезу. Наприклад, Zhu et al. описав простий спосіб приготування CQD шляхом нагрівання розчину полі(етиленгліколю) (ПЕГ) та цукру в мікрохвильовій печі потужністю 500 Вт протягом 2-10 хв.
Останнім часом зелені підходи синтезу також застосовуються для виготовлення CQD.

### Контроль розміру
Для досягнення однакових властивостей для конкретних застосувань та механічних досліджень надзвичайно важливо контролювати розмір CQD під час процесу підготовки або шляхом подальшої обробки.
Більшість звітів продемонстрували процеси очищення фрагментів CQD, які синтезовані, шляхом подальшої обробки, такої як фільтрація, центрифугування, колонкова хроматографія та гель-електрофорез.
На додаток до обробки, широко застосовується також контроль розміру CQD під час процесу підготовки. Наприклад, Zhu et al. повідомляли про гідрофільні CQD через насичення прекурсора лимонною кислотою. Після піролізу CQD при 300 °С протягом 2 годин на повітрі, потім видалення діоксиду кремнію з подальшим діалізом, вони готували CQD рівномірного розміру 1,5–2,5 нм, як проявили низьку токсичність, чудову люмінесценцію, хорошу фотостійкість та властивості перетворення з підвищенням частоти.

### Модифікація
Оскільки CQD є новим типом флуоресцентних наночастинок, застосування CQD лежить у галузі біовізуалізації та біосенсибілізації завдяки своєму біологічно та екологічно чистому складу та чудовій біосумісності. Щоб витримати конкуренцію із звичайними напівпровідниковими квантовими точками, слід досягти високого квантового виходу. Хоча було синтезовано хороший приклад CQD з ~80 % квантовим виходом, більшість синтезованих квантових точок на сьогодні мають квантовий вихід нижче 10 %. Зазвичай для поліпшення квантового виходу застосовуються методи модифікації пасивації поверхні та допування.
Для запобігання забрудненню поверхонь CQD навколишнім середовищем проводиться пасивація поверхні для зменшення шкідливого впливу забруднення поверхні на їх оптичні властивості. Тонкий ізолюючий шар формується для досягнення пасивації поверхні за допомогою прикріплення полімерних матеріалів на поверхню CQD, оброблену кислотою.
На додаток до пасивації поверхні, допування також є поширеним методом, що використовується для регулювання властивостей CQD. Різні методи легування такими елементами, як N, S, P були продемонстровані для налаштування властивостей CQD, серед яких N-допінг є найпоширенішим способом завдяки великій здатності покращувати випромінювання фотолюмінесценції. Механізми, за допомогою яких легування азотом підвищує квантовий вихід флуоресценції CQD, а також структура CQD, сильно легованих N, є дуже обговорюваними питаннями в літературі. Zhou et al застосували методи дослідження поглинання рентгенівських променів крайовою структурою та дослідження оптичного випромінювання збудженого рентгенівським випромінюванням для дослідження електронної структури та механізму люмінесценції в їх електрохімічно вироблених вуглецевих CQD і виявили, що легування азотом майже напевно відповідає за синю люмінесценцію.
Повідомлялося про синтез нових нанокомпозитів на основі CQD з незвичними властивостями. Наприклад, новий нанокомпозит з нанозиметичною активністю був розроблений з використанням CQD та магнітних наночастинок Fe3O4.

## Застосування

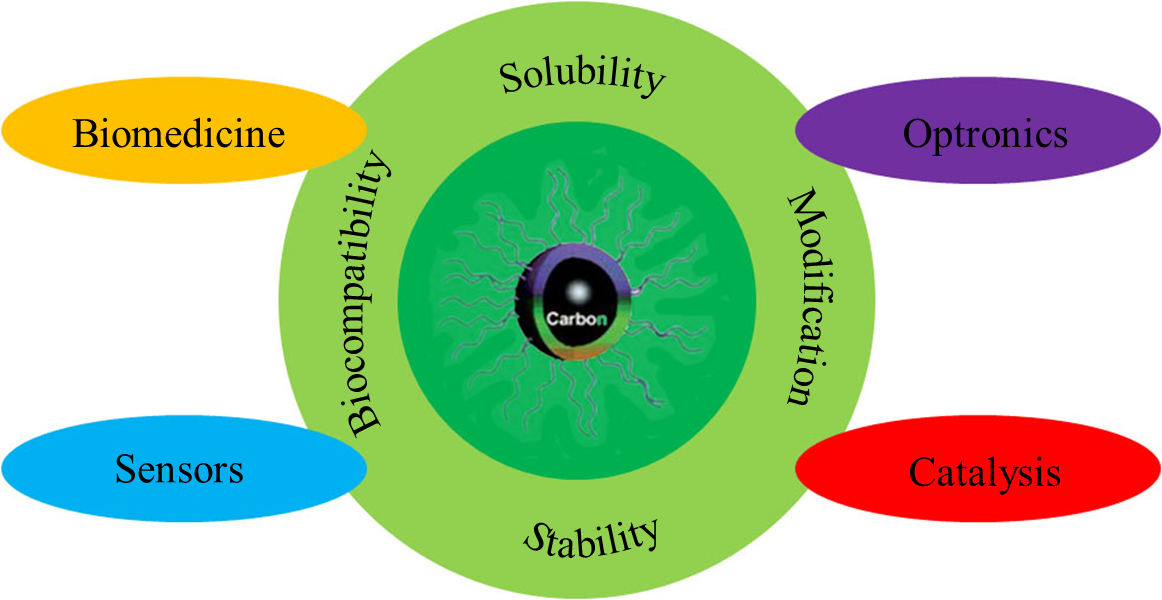
CQD з унікальними властивостями мають великий потенціал у галузі біомедицини, оптроніки, каталізу та датчиків

Володіючи такими чудовими властивостями, як низька токсичність та хороша біосумісність, CQD є сприятливими матеріалами для застосування в біовізуалізації, біосенсорах та доставці ліків. Спираючись на чудові оптичні та електронні властивості, CQD також можуть знайти застосування в каталізі, датчиках та оптроніці.

### Біовізуалізація
CQD можна використовувати для біовізуалізації через їх флуоресцентне випромінювання та біосумісність. Вводячи в живе тіло розчинники, що містять CQD, можна отримати зображення in vivo для цілей виявлення або діагностики. Одним із прикладів є те, що кон'юговані з органічними барвниками CQD можуть бути використані як ефективні флуоресцентні зонди для H2S. Наявність H2S може переналаштувати синє випромінювання кон'югованих з органічними барвниками CQD на зелене. Отже, за допомогою флуоресцентного мікроскопа, кон'юговані з органічними барвниками CQD можуть візуалізувати зміни у фізіологічно значущих рівнях H2S.

### Зондування
CQD також застосовувались у біосенсорах як біосенсорні носії через їх гнучкість у модифікації, високу розчинність у воді, нетоксичність, хорошу фотостабільність та чудову біосумісність. Біосенсори на основі матеріалів CQD можуть бути використані для візуального контролю клітинної міді, глюкози, pH, слідів H2O2 та нуклеїнової кислоти. Загальний приклад стосується аналізів бічного потоку нуклеїнової кислоти. Розпізнавальні мітки на ампліконах розпізнаються за відповідними антитілами та сигналами флуоресценції, що надаються приєднаними CQD. Більш загально, флуоресценція CQD ефективно реагує на рН, локальну полярність, та наявність іонів металів у розчині, що ще більше розширює їхній потенціал у наносенсорних застосуваннях, наприклад, при аналізі забруднюючих речовин.

### Доставка ліків
Нетоксичність та біосумісність CQD дозволяють їм широко застосовуватись у біомедицині як носії препаратів, флуоресцентні індикатори, а також для керування вивільненням ліків. Прикладом цього є використання CQD як фотосенсибілізаторів у фотодинамічній терапії для знищення ракових клітин.

### Каталіз
Гнучкість функціоналізації з різними групами CQD дає можливість поглинати світло різної довжини хвилі, що забезпечує хороші можливості для застосування в фотокаталізі. Модифіковані CQD композити TiO2, що відповідають фотокаталітичному стандарту P25, демонстрували поліпшене фотокаталітичне виділення H2 під опроміненням ультрафіолетовим світлом. CQD служать резервуаром для електронів для підвищення ефективності розділення електронно-дірочних пар при фотокаталізі.

### Оптроніка
CQD мають потенціал у використанні матеріалами для сонячних елементів сенсибілізованих барвниками, органічних сонячних елементах, суперконденсаторах, та пристроях для випромінення світла. CQD можна використовувати як фотосенсибілізатор у сенсибілізованих барвниками сонячних елементах, внаслідок чого ефективність фотоелектричного перетворення значно підвищується. CQD вбудовані гібридний золь на основі діоксиду кремнію можуть бути використані як прозора флуоресцентна фарба.

### Відновлення відбитків пальців
CQD використовуються для покращення прихованих відбитків пальців.